# قلعة شيخ (نظر أباد)
قلعة شيخ هي قرية في مقاطعة نظر أباد، إيران. يقدر عدد سكانها بـ 24 نسمة بحسب إحصاء 2016.